# Caverna Apollo 11
A Caverna Apollo 11 é um sítio arqueológico localizado a sudoeste da Namíbia, há aproximadamente 250 km de Keetmanshoop. O nome dado aos arredores dacaverna pelo povo Nama era “Goachanas”. Entretanto, o nome da caverna foi dado pelo arqueólogo alemão Wolfgang Erich Wendt que trabalhava no local quando soube que a tripulação da Apollo 11 aterrisava em segurança na lua em 20 de julho de 1969.
O sítio contêm algumas das peças mais antigas já descobertas no sul da África, que foram datas entre os anos 25,500 e 23,500 BP, através da técnica do Carbono-14. No total, sete placas marrom acinzentadas de quartzito foram encontradas na caverna. Além destes fragmentos, também foram encontradas diversas pinturas em branco e vermelho, onde os motivos variam entre figuras geompetricas e animais.
Também foram encontradas gavuras próximas à caverna, nas margens de um rio e numa grande pedra calcária situada a 150 metros do local. As gravuras consistem em representações de animais, bem como padrões geométricos simples. É difícil fixar datas as gravuras e pinturas, mas acredita-se que as pinturas pertençam ao período por volta do ano 10.400 aC e as gravuras tenham sido feitas pelos primeiros colonizadores do primeiro milênio dC. Essas datações foram feitas pelos registros estratigráficos de Wendt do sítio em conjunto com evidências de outros locais próximos.